# Убийвовк, Елена Константиновна
Еле́на (Ля́ля) Константи́новна Убийво́вк (22 ноября 1918, Полтава — 26 мая 1942 года, там же) — участница Великой Отечественной войны, подпольщица, Герой Советского Союза (посмертно).

## Биография
Родилась в семье врача. С детства Ляля (так называли её родные и близкие) была решительной девушкой. После окончания Полтавской школы поступила в Харьковский университет. Будучи студенткой, познакомилась с Сергеем Сапиго (учился в школе красных комиссаров), с которым в годы оккупации работала в Полтавском подполье.
Летом 1941 года, закончив 4 курса университета, приехала в Полтаву к родителям, где её и застала война. Создала подпольную группу «Непокорённая полтавчанка», в которую первоначально вошло девять комсомольцев. Вместе с товарищами она собирала оружие, вела антифашистскую агитацию среди жителей города. Подпольщики установили связь с партизанским отрядом под командованием коммуниста Жарова, который действовал в Диканьских лесах. Выполняя указания Жарова, регулярно принимали по радио из Москвы сводки Совинформбюро, печатали листовки (в течение шести месяцев распространили более 2 тысяч листовок). Кроме того, изготавливали различные документы и справки для членов подпольной организации, дававшие возможность свободно передвигаться по городу и окрестным селам.
Группа постепенно увеличилась до 20 человек; начальником штаба подпольной организации был Сергей Сапиго. Проводили диверсии: вывели из строя электростанцию, повреждали станки на механическом заводе, где ремонтировались немецкие танки. Организовали помощь военнопленным, находившимся в лагере на Кобылянской улице, в Полтаве: снабжали их штатской одеждой и продуктами питания, 18 военнопленным помогли бежать и переправиться в партизанский отряд. Группа готовилась к вооружённому выступлению в Полтаве, для чего приобрела винтовки и гранаты.
Оккупационные власти в поиске подпольщиков задействовали группу «Цеппелин», карательные отряды эсэсовской дивизии «Мёртвая голова», шпионскую школу «Орион-00220». 6 мая 1942 года одновременно были арестованы и подвергнуты пыткам наиболее активные члены подполья. Лялю Убийвовк пытали и допрашивали 26 раз. Из гестаповской тюрьмы ей удалось переслать родителям четыре предсмертных письма.
26 мая 1942 года за городским кладбищем в Полтаве были расстреляны Елена Константиновна Убийвовк, Сергей Терентьевич Сапиго, Борис Поликарпович Серга, Сергей Антонович Ильевский, Валентин Дмитриевич Сорока и Леонид Пузанов.

## Память

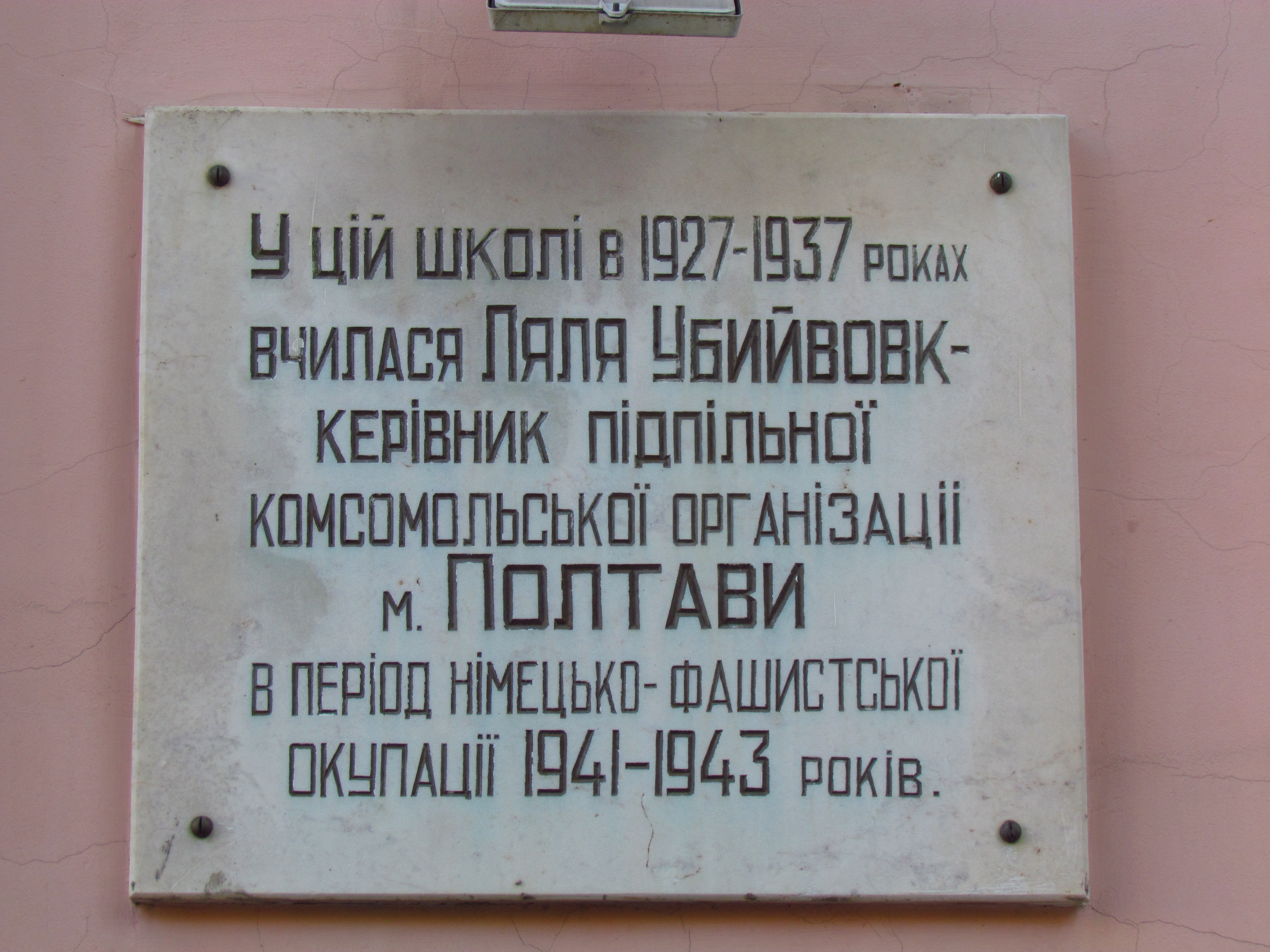

- Указом Президиума Верховного Совета СССР от 8 мая 1965 года Елене Константиновне Убийвовк посмертно присвоено звание Героя Советского Союза.
- В честь «Непокорённой полтавчанки» 28 октября 1967 года в Полтаве установлен памятник, названа одна из улиц города. В Харькове одна из улиц названа именем Ляли Убийвовк, ранее была установлена мемориальная табличка, которая впоследствии была утеряна.
- В 2013 году учреждена премия Полтавского областного совета имени Ляли Убийвовк в честь 95-летия со дня её рождения и 70-летия освобождения Полтавщины от немецко-фашистских захватчиков.
- 22 ноября 2013 года в Полтавской школе № 10 состоялось награждение первых лауреатов премии. Одним из них стал учитель школы № 10 Антон Мартынов за создание первого в истории документального фильма об организации «Непокорённая полтавчанка» — «Молодость против войны».
- 1 апреля 1980 года в честь Е. К. Убийвовк назван астероид (2164) Ляля, открытый в 1972 году астрономом Н. С. Черных.